# Барридж, Брайан
Брайан Барридж (англ. Brian Burridge; род. 1949, Мейдстон) — офицер Королевских военно-воздушных сил Великобритании в отставке. Главный маршал авиации, пилот «Hawker Siddeley Nimrod», командовал британскими войсками в рамках операции «Телик» во время вторжения в Ирак в 2003 году. Награждён орденом Бани, орденом Британской империи, член Королевского авиационного общества.

## Биография
Поступил в Королевские военно-воздушные силы Великобритании как курсант авиационной эскадрильи Кембриджского университета, 24 сентября 1967 года принят на службу. Служил пилотом в морском патруле, а также в 206-й и 120-й эскадрильях.
Повышен до звания лётчика-офицера 15 июля 1970 года, флайинг-офицера 15 января 1971 года, флайт-лейтенанта 13 апреля 1972 года, до командира эскадрильи 1 июля 1979 года и до командира авиационного крыла 1 июля 1985 года. В 1986 году поступил в Королевский военно-морской штабной колледж, а затем в том же году стал командовать операционным подразделением «Hawker Siddeley Nimrod». В 1990 году был назначен капитаном группы и стал командиром Королевских ВВС в Кинлоссе.
С 1992 года служил в министерстве обороны, сначала в должности заместителя директора вооруженных сил, а затем стал директором в Центральном штабе. В 1994 году был назначен старшим офицером штаба обороны в звании коммодора авиации. В 1997 году прошел программу высшего руководства кабинета министров, а затем в том же году стал научным сотрудником в Королевском колледже Лондона. В 1998 году прошел высшие командно-штабные курсы, а 1 июля 1998 года стал вице-маршалом авиации. В январе 2000 года стал комендантом Командно-штабного колледжа объединенных служб, впоследствии переведя колледж в государственно-частное партнерство в Шривенхеме. 12 февраля 2002 года повышен в звании до маршала авиации и назначен заместителем главнокомандующего.
В 2003 году взял на себя командование британскими войсками в рамках операции «Телик» во время вторжения в Ирак. В июне 2003 года предстал перед Специальным комитетом обороны Палаты общин, доложив депутатам парламента о задержках с поставкой оборудования в войска в Ираке и о своей роли в наложении вето на потенциально спорные авиаудары, когда был командующим в Ираке. 31 октября 2003 года стал кавалером ордена Бани «за доблестные и выдающиеся заслуги во время операций в Ираке в период с 19 марта по 19 апреля 2003 года».
В июле 2003 года стал главнокомандующим ударным подразделением Королевских ВВС. Служил адъютантом королевы Елизаветы II с 31 июля 2003 года по 17 января 2006 года. Ушёл в отставку 18 января 2006 года в звании главного маршала авиации, хотя его полномочия в запасе были продлены до января 2015 года.
В 2005 году стал председателем альпинистской ассоциации «RAF Mountaineering Association» и попечителем «Windsor Leadership Trust». Был председателем фонда «Bentley Priory Battle of Britain Trust» и присутствовал на церемонии закрытия объекта в 2007 году. Имеет степень магистра делового администрирования в Открытом университете.
8 декабря 2009 года дал показания в рамках расследования действий британских военных в Ираке.
1 октября 2018 года принял на себя оперативное командование Королевским авиационным обществом.